# لوون هایراپتیان
لوون سُسی هایراپتیان (ارمنی: Լևոն Սոսի Հայրապետյան؛ زادهٔ ۱۷ آوریل ۱۹۸۹) یک بازیکن فوتبال در پست مدافع اهل ارمنستان است.

## باشگاهی
از باشگاه‌هایی که در آن بازی کرده‌است می‌توان به لخیا گدانسک، باشگاه فوتبال هامبورگ، باشگاه فوتبال پیکان و آلاشکرت اشاره کرد

## ملی
وی همچنین در زیر ۱۹ سال ارمنستان، زیر ۲۱ سال ارمنستان و تیم ملی فوتبال ارمنستان بازی کرده‌است. هایراپتیان نخستین بازی ملی خود را در تاریخ ۹ فوریه ۲۰۱۱ در مقابل گرجستان انجام داده‌است.

## افتخارات
پیونیک
- لیگ برتر فوتبال ارمنستان (۱): ۲۰۱۰

## زندگی شخصی
لوون پسر سوس هایراپتیان مدال‌آور المپیک در رشته هاکی است. هایراپتیان همچنین دارای تابعیت آلمانی است. پدر لوون هنگامی وی کودکی بود به قصد بازی و مربیگری باشگاه هاکی داخل سالن Uhlenhorster HC به هامبورگ نقل مکان نمود.